# Steve Léchot
Steve Léchot (* 8. August 1968 in Orvin) ist ein Schweizer Produktdesigner, Maler und Bildhauer. Heute ist er hauptsächlich als Leuchtendesigner und -hersteller tätig.

## Werdegang
Léchot besuchte das Gymnasium von Biel und dem Berner Jura in Biel. Danach liess er sich von 1989 bis 1994 an der Waadtländer Kunsthochschule (Ecole cantonale d’Art de Lausanne, ECAL) mit Studienrichtung Bildhauerei ausbilden. Im Jahr 2002 entwarf er die Stehleuchte «One by One», welche 2004 von der Firma Belux auf den Markt gebracht und zu einem internationalen Erfolg wurde. «One by One» wird bis heute in einem Behindertenwerk von Hand produziert. Dabei werden quadratische Polyestervliesstücke zerknüllt und einzeln aufgeschichtet.
Im Jahr 2003 gründete Léchot sein eigenes Unternehmen namens Steve Léchot Luminaires, um seine Leuchten in einem eigenen Atelier zu entwerfen, zu produzieren und zu vertreiben. Léchot lebt und arbeitet in Moutier.

## Schaffen

### Leuchtendesign (Auswahl)
- 2002: «One By One»
- 2008: «Totem»
- 2014: «Flo»

### Künstlerische Arbeiten (Auswahl)
- 1994: Skulpturengruppe «Parcours de tête» auf dem Campus der École polytechnique fédérale de Lausanne (EPFL)[5]
- 2002: Boulder-Skulptur «Les Ailes du désir» an der Expo.02, für den Schweizer Alpen-Club[6][7]

## Auszeichnungen für Leuchtendesign
- 2019: German Design Award für Stehleuchte «Unic», Winner in der Kategorie «Lighting»[8]
- 2021: German Design Award für Stehleuchte «Zen», Special Mention Excellent Product Design «Lighting»[9]
- 2023: Red Dot Design Award für Stehleuchte «Zen-X»[10]
- 2024: German Design Award für Stehleuchte «Zen Parallel», Winner in der Kategorie «Lighting»[11]